# Belavatagi, Navalgund
Belavatagi là một làng thuộc tehsil Navalgund, huyện Dharwad, bang Karnataka, Ấn Độ.